# Il giardino dei Finzi Contini (film)
Il giardino dei Finzi Contini è un film drammatico del 1970 diretto da Vittorio De Sica, tratto dall'omonimo romanzo di Giorgio Bassani.
Il film narra le turbolente vicende della benestante famiglia ferrarese dei Finzi Contini, obbligati, con l'avvento delle leggi razziali, a vedere la propria vita, sociale e lavorativa, stravolta e rovinata poiché ebrei: il film è un potente ritratto di una famiglia, aggrappata alla sola speranza di trovare salvezza e garantire ai più piccoli un futuro migliore nel degrado più assoluto, e quindi costretta a dividersi, forse per sempre.
Grande successo e pietra miliare assoluta della cinematografia italiana, il film rappresentò l'Italia ai Premi Oscar 1972, vincendo l'Oscar al miglior film straniero, nonché l'Orso d'oro a Berlino, due David di Donatello e svariati premi minori.

## Trama
(Il padre di Giorgio (Romolo Valli) nell'ultimo colloquio con il figlio.)
Nell'anno 1938 i Finzi Contini sono una ricca famiglia ebrea dell'alta borghesia di Ferrara. Le leggi razziali provocano l'espulsione degli ebrei dal circolo del tennis della città e la famiglia decide di permettere agli amici dei due figli Micòl e Alberto, segretamente omosessuale, di frequentare il magnifico parco della propria villa dove c'è un campo da tennis. Fra questi ci sono Giorgio, anch'egli ebreo e figlio di un commerciante, e il comunista milanese Giampiero Malnate. Giorgio fin dalla prima adolescenza è innamorato di Micòl, che però prova per lui solo un sentimento fraterno.
Intanto si avvicina la seconda guerra mondiale e la situazione per gli ebrei si fa sempre più pesante. Ernesto, fratello di Giorgio, fugge in Francia, mentre Giorgio, vicino alla laurea, rimane a Ferrara per studiare ma gli viene presto impedito di frequentare la biblioteca dell'Università e viene accolto dai Finzi Contini che gli mettono a disposizione la loro biblioteca privata. Intanto Micòl si trasferisce a Venezia per finire gli studi e laurearsi e al suo ritorno a Ferrara respinge definitivamente Giorgio, il quale scopre più tardi il motivo: Micòl ha una relazione segreta con Malnate, che trascorre con lei l'ultima notte prima di partire per la Russia. Giorgio si era introdotto di nascosto nel giardino e vede la coppia comprendendo l'amara verità. Al ritorno a casa ha una conversazione con il padre e questi gli spiega come la sua relazione con Micòl non sarebbe mai stata possibile, per via della loro differenza sociale. Inoltre il padre confessa di aver perso la fiducia nel fascismo e rivela la speranza che la giovane generazione abbia ancora la possibilità di cambiare le cose, a differenza della sua, vecchia, vile e piena di colpe.
Gli eventi precipitano: Malnate cade sul fronte orientale, mentre Alberto muore in poco tempo nel suo letto. Giorgio è costretto a nascondersi per non finire catturato dai nazifascisti, mentre i quattro membri della famiglia Finzi Contini sono prelevati in casa dai repubblichini e condotti in una scuola, dove vengono separati, forse per sempre.
Micòl si ritrova con sua nonna nella stessa aula che aveva frequentato da bambina e lì incontra il padre di Giorgio, che la informa della fuga di costui da Ferrara con gli altri suoi parenti. Dopo che questi ha condiviso la speranza che non separino tra loro gli ebrei di Ferrara, i due si abbracciano guardando fuori dalla finestra, verso un panorama nebbioso come il futuro che li attende.

## Produzione

### Sceneggiatura

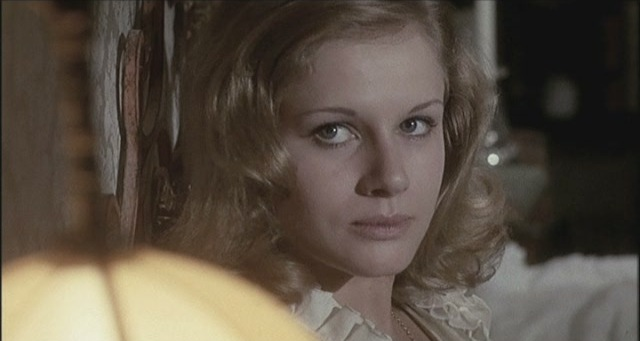
Dominique Sanda

Contrariamente al romanzo di Bassani, il film diretto da De Sica non utilizza la tecnica dell'io narrante, che per il romanzo viene dalla critica rapportato allo stesso autore. Tuttavia, pur seguendo il regista una narrazione filmica tutta dialogata, l'io narrante del romanziere coincide col ruolo del protagonista Giorgio.
Contrariamente al romanzo di Bassani, il film diretto da De Sica si chiude con l'episodio della deportazione: infatti, nel romanzo, Giorgio, fuggito in tempo all'estero, racconterà la storia della sua giovinezza e del suo primo amore impossibile, rievocando i fatti a 14 anni di distanza.
Inizialmente Giorgio Bassani cooperò alla stesura dei dialoghi e della sceneggiatura del film ma dopo alcuni disaccordi e malintesi, lo scrittore e il regista entrarono in aperto conflitto (anche a causa del fatto che nel film la relazione tra Micòl e Malnate viene resa esplicita, cosa non presente nel romanzo). Bassani chiese ed ottenne che venisse tolto il suo nome dai titoli di coda del film.

### Cast

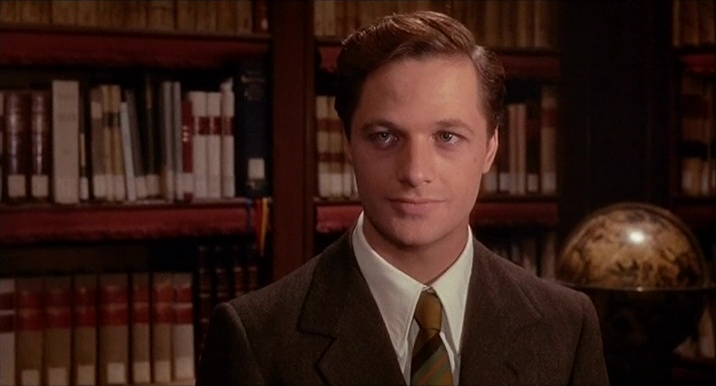
Lino Capolicchio

Il regista Alessandro D'Alatri ha interpretato nel film il ruolo di Giorgio da ragazzino, mentre una giovanissima Cinzia Bruno ha il ruolo di Micòl ragazzina.
Il regista prese anche in seria considerazione di affidare il ruolo della protagonista Micòl alla cantante Patty Pravo, che dovette tuttavia rifiutare per i troppi impegni di lavoro.

### Riprese

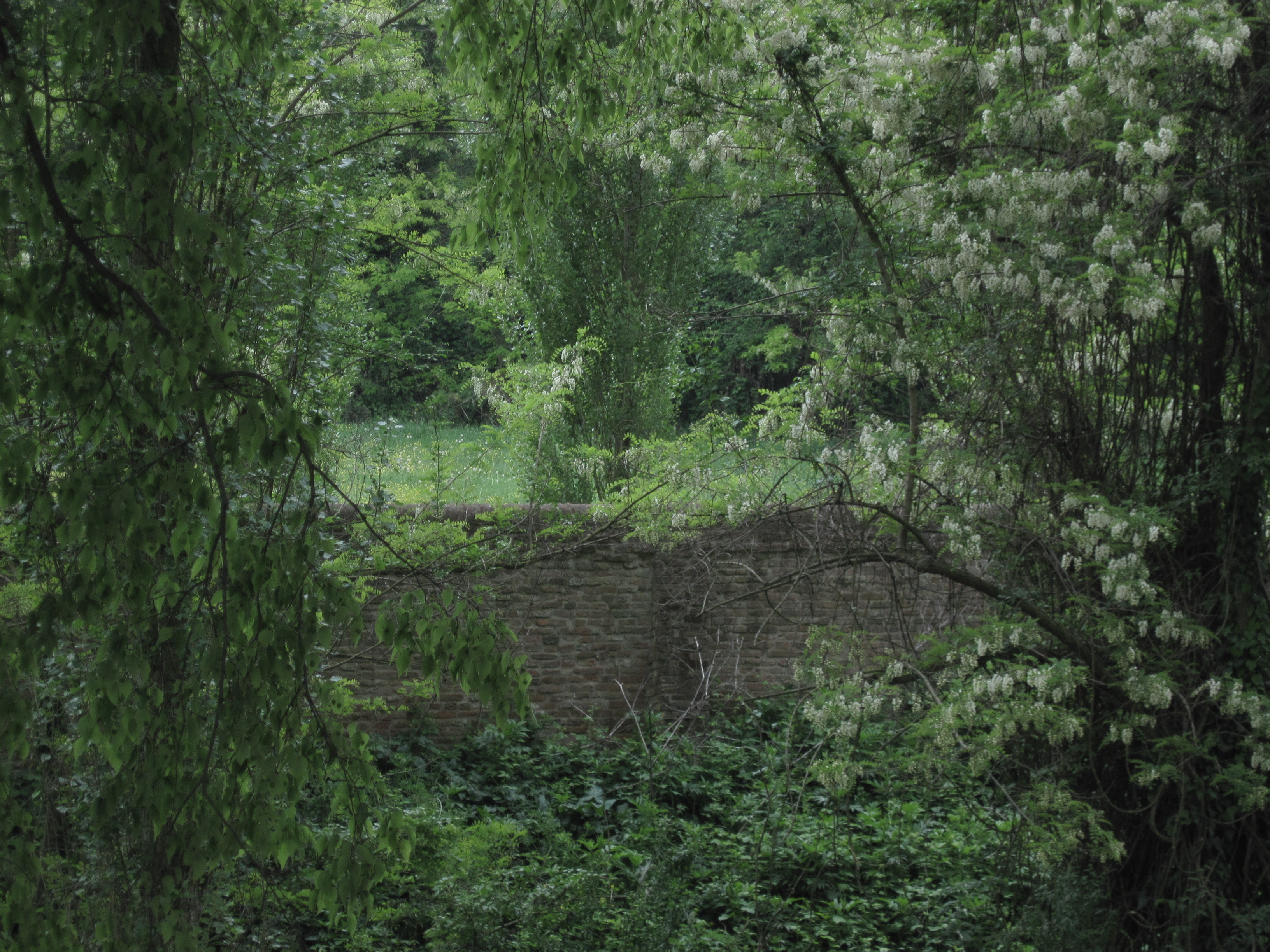
Parte interna della mura di Ferrara che corrispondono al punto spesso ripreso nel film dove Micol appoggia una scala a pioli per permettere l'ingresso al giardino. Nella realtà sono le mura di recinzione del cimitero ebraico.

Le riprese si svolsero dal 27 gennaio, fra l'altro Giorno della Memoria, al 27 aprile 1970, nelle seguenti location:
- Per il giardino è stata utilizzata Villa Ada presso Roma, mentre l'immaginaria villa Finzi Contini è la villa Litta Bolognini di Vedano al Lambro, comune della Brianza, adiacente al Parco di Monza. Il campo da tennis è quello di Villa Strohl-Fern a Roma (adiacente a Villa Borghese);[4]
- L'ingresso del giardino nel film è veramente a Ferrara, in corso Ercole I d'Este accanto a Parco Massari, quasi dove l'aveva immaginato Bassani;
- Gli altri esterni sono stati girati nei pressi e nel centro di Ferrara in vari luoghi storici cittadini, a partire dalla stessa via Cisterna del Follo dove c'era la casa di Bassani, e poi all'angolo tra via delle Scienze e via Giuoco del Pallone, nell'accesso al cimitero ebraico di via delle Vigne, oltre alle scene che inquadrano il castello Estense e le mura cittadine nella zona accanto al cimitero ebraico, il Palazzo dei Diamanti, la cattedrale di San Giorgio. In alcuni interni compaiono la Sala Estense e il cinema teatro Verdi quando erano frequentate sale cittadine.[5]

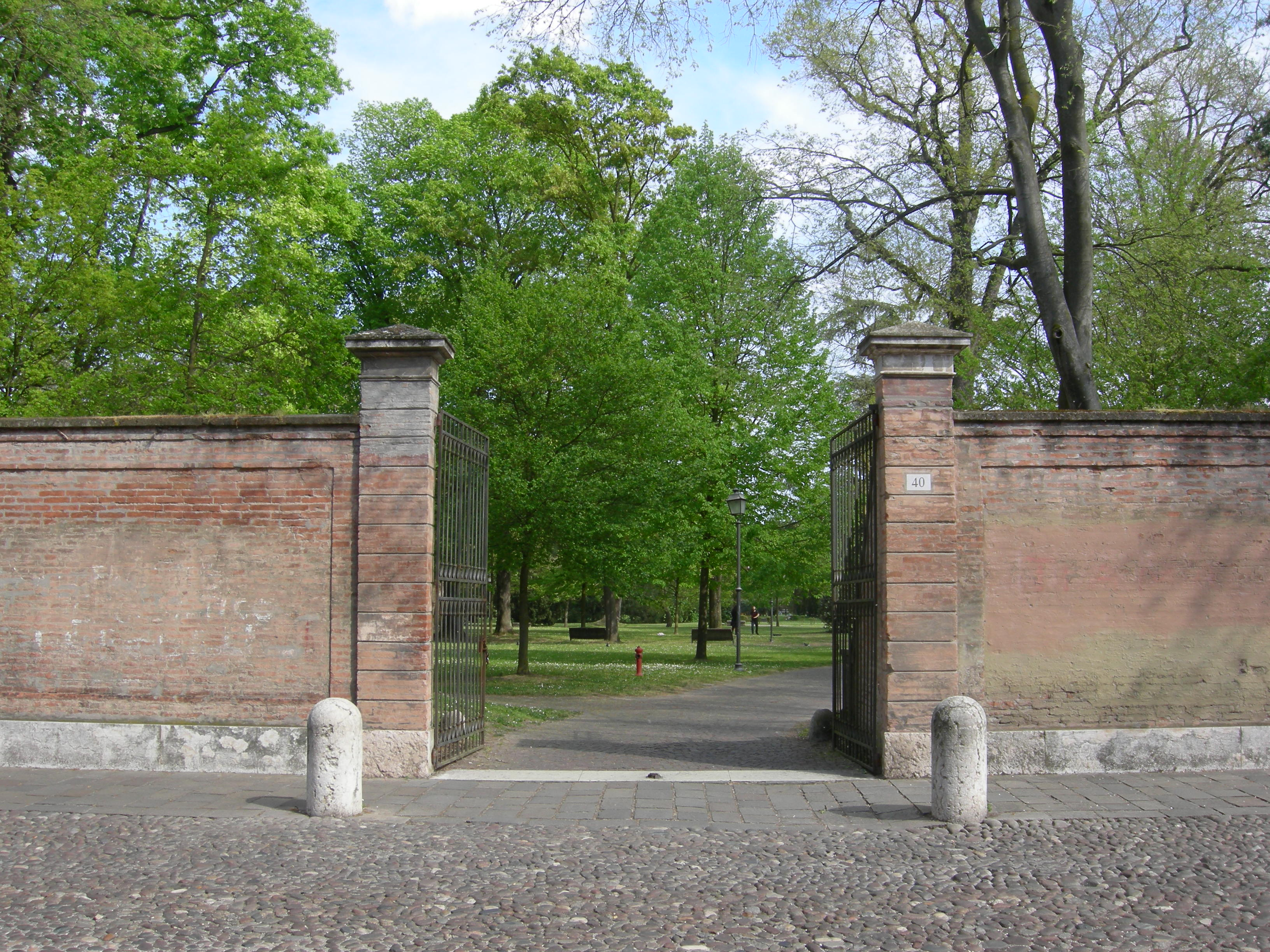
Ingresso a parco Massari in via Ercole I d'Este. Foto Nicola Quirico.

### Restauro
La versione digitale restaurata, curata dall'Istituto Luce Cinecittà ed eseguita presso i laboratori Studio Cine di Roma e L'Immagine Ritrovata di Bologna, è stata presentata nella primavera del 2015.

## Colonna sonora
La colonna sonora del film, costituita esclusivamente da brani di musica classica eseguiti dall'orchestra, venne interamente composta e curata da Manuel De Sica, figlio del regista Vittorio.

## Distribuzione
La "prima" assoluta del film venne volutamente effettuata in Israele, il 2 dicembre 1970, mentre nelle sale cinematografiche italiane avvenne a partire dal 4 dicembre immediatamente successivo; in Germania Ovest il 3 luglio dell'anno seguente, mentre nella Germania Est il film, inizialmente proibito, sarebbe stato invece proiettato in sala solo a partire dal 19 marzo 1979. In Giappone la distribuzione si verificò dal 9 ottobre; in Francia l'8 dicembre; negli Stati Uniti il 16 dicembre; nel Regno Unito il 30 giugno 1972.
Il film è stato distribuito anche con il titolo internazionale in inglese The Garden of the Finzi-Continis.

## Accoglienza

### Incassi
In Italia e nel mondo la pellicola riscosse un ottimo successo tra il pubblico, tanto che incassò oltre 1 miliardo di lire italiane, cifra rilevante per l'epoca.
Il film si aggiudicò l'Orso d'oro al Festival di Berlino nel 1971 e l'Oscar al miglior film straniero nel 1972, in aggiunta a molti altri premi minori in diversi festival cinematografici in tutto il mondo.

### Critica
Il film fu un grande successo di pubblico, mentre più discordante fu la critica, che nel caso di Morando Morandini ne contestò la rappresentazione "piuttosto melensa", mentre per Tullio Kezich si trattò di uno dei migliori lavori del regista da molti anni a quella parte, definendolo "un capolavoro del cinema del nostro secolo".
Il produttore e critico cinematografico statunitense Steven Schneider incluse il film nella sua lista dei "1001 film da vedere prima di morire".
Sul sito web Rotten Tomatoes, Il giardino dei Finzi Contini detiene il record di essere il solo film ad aver ricevuto l'eccezionale punteggio pieno del 100% delle recensioni professionali positive, con un voto e un indice di apprezzamento pieni.
Se da parte del pubblico e della critica cinematografica mondiale il film venne decisamente ben accolto e apprezzato, nella comunità letteraria scoppiò una polemica riguardo al fatto che il film renda "troppo esplicito" il rapporto di Micòl con Malnate, aspetto che invece nel romanzo su cui il film è basato non viene molto accentuato. Questa alterazione cambiò il tono dell'opera e contaminò il personaggio di Micòl, tanto che portò l'autore dell'opera, Giorgio Bassani, a voler prendere le distanze dall'opera di De Sica.

## Riconoscimenti[14]
- 1972 - Premio Oscar[15]
  - Miglior film straniero (Italia) a Vittorio De Sica
  - Candidatura per la migliore sceneggiatura non originale a Ugo Pirro e Vittorio Bonicelli
- 1971 - Festival di Berlino[16]
  - Orso d'oro a Vittorio De Sica
- 1971 - David di Donatello
  - Miglior film a Vittorio De Sica
  - David Speciale a Lino Capolicchio
- 1971 - Nastro d'argento
  - Migliore attore non protagonista a Romolo Valli
  - Migliore scenografia a Giancarlo Bartolini Salimbeni
- 1971 - Globo d'oro
  - Miglior attore rivelazione a Fabio Testi
- 1973 - Premio BAFTA
  - Premio UN a Vittorio De Sica
  - Candidatura per la miglior fotografia a Ennio Guarnieri
- 1973 - Grammy Award
  - Candidatura per la migliore colonna sonora per un film o per un film tv a Manuel De Sica